# Карл Нојкирх
Карл Нојкирх (Берлин, 3. новембар 1864 — Берлин, 26. јуни 1941) је био немачки гимнастичар, учесник на првим Олимпијским играма 1896 у Атини.
Нојкирх се такмичио у 4 од 6 гимнастичких дисциплина у појединачној конкуренцији: вратило, разбој, коњ са хватаљкама и прескок преко коња, али није остварио већи успех и није био међу добитницима медаља.
Што је пропустио у појединачној постигао је у екипној конкуренцији, као члан немачке екипе. Учествовао је у екипном такмичењу на вратилу и разбоју и у обе дисциплине освојио је златне медаље.